# جادوی سیاه (فیلم ۱۹۲۹)
جادوی سیاه (انگلیسی: Black Magic) فیلمی در ژانر درام به کارگردانی جورج بی سایتز است که در سال ۱۹۲۹ منتشر شد. از بازیگران آن می‌توان به جوزفین دون اشاره کرد.